# Christian Flagstad
Christian Fridolin Goos Flagstad (født 12. december 1936 i København, død 25. december 1987 på Frederiksberg) var studievært på Danmarks Radio P3 til sin død.
Flagstad blev en kendt stemme i Danmarks Radio i 60'erne. Han bestyrede programmet Dags Dato, der kom på hverdage på P3 lige efter radioavisen klokken 16. Han var en af de mest kendte stemmer fra 60'erne, 70'erne og 80'erne fra bl.a. udsendelserne Hej P3 og Fanfare og har sendt tusinder af timers radio, hvoraf der kun er bevaret ganske få timer. Også udsendelser ved juletid og  allehelgensaften med formanden for Dansk Folkemindesamling Iørn Piø var meget aflyttede. Han afsluttede som regel sine radioudsendelser: "Husk: glem ikke at være glad".
På DR's Bonanza ligger der nu en enkelt udsendelse med Christian Flagstad. Ud over at være radiovært var han discjockey på forskellige spillesteder og til private fester.
Christian Flagstad døde af kræft juledag 1987 i en alder af kun 51 år.